# Eidothea
Pour les articles homonymes, voir Eidothea (homonymie).
Genre
Espèces de rang inférieur
- E. hardeniana P.H. Weston & R. Kooyman
- E. zoexylocarya A.W.Douglas & B.Hyland

Classification APG II (2003)
Les Eidothea sont un genre de plante à fleurs de la famille des Proteaceae. Ce sont des arbres originaires des forêts humides du Queensland et de la Nouvelle-Galles du Sud en Australie.

## Espèces
- Eidothea hardeniana P.H. Weston & R. Kooyman
- Eidothea zoexylocarya A.W.Douglas & B.Hyland